# گلدن بی ایر
گلدن بی ایر (به انگلیسی: Golden Bay Air) یک شرکت هواپیمایی است که در ۲۷ سپتامبر ۲۰۰۶ میلادی تأسیس شده‌است. قطب گلدن بی ایر در فرودگاه تاکاکا قرار دارد.